# Trwyn Du
Trwyn Du är en udde i Storbritannien.   Den ligger i riksdelen Wales, i den sydvästra delen av landet, 300 km nordväst om huvudstaden London.
Terrängen inåt land är platt åt sydväst, men åt sydost är den kuperad. Havet är nära Trwyn Du åt nordost.Runt Trwyn Du är det ganska tätbefolkat, med 58 invånare per kvadratkilometer. Närmaste större samhälle är Bangor, 11,8 km sydväst om Trwyn Du. 